# کانتون کوبانی
منطقه فرات، یا کانتون کوبانی مرکز سه منطقه اصلی کردستان سوریه است. 